# Marianna Lubomirska
Marianna Teofila Lubomirska (1693-1729), princesse polonaise, membre de la famille Lubomirski.

## Biographie
Marianna Teofila Lubomirska est la fille de Józef Karol Lubomirski et de Teofila Ludwika Zasławska (en)

## Mariage et descendance
Elle est l'épouse de Paweł Karol Sanguszko. Ils ont un enfant:
- Janusz Aleksander Sanguszko (pl) (1712-1775)

## Sources
- (en) Cet article est partiellement ou en totalité issu de l’article de Wikipédia en anglais intitulé « Marianna Lubomirska » (voir la liste des auteurs).

- (pl) Cet article est partiellement ou en totalité issu de l’article de Wikipédia en polonais intitulé « Marianna Lubomirska (1693-1729) » (voir la liste des auteurs).